# Кікірешко Олексій Вікторович
Олексій Вікторович Кікірешко (20 лютого 1977, Білгород-Дністровський) — український бізнесмен та автогонщик. З 2014 до 2018 року — власник і президент футбольного клубу «Арсенал» (Київ).

## Біографія
Народився 20 лютого 1977 року в місті Білгород-Дністровський. У 17 років переїхав у Київ. Навчався в Національній академії управління на спеціальності банківська справа і фінансовий менеджмент.
Під час навчання в академії мав свої торгові точки, пізніше відкрив оптовий ринок. Згодом перекваліфікувався і пішов працювати в банківську сферу.
З 2011 року бере участь у Чемпіонаті світу з ралі у складі української команди «Mentos Ascania Racing».
У лютому 2014 року став президентом футбольного клубу «Арсенал» (Київ), а також виходив на поле як футболіст.